# Merville (Nord)
Pour les articles homonymes, voir Merville.
Merville (Meregem en Flamand) est une commune française située dans le département du Nord, en région Hauts-de-France.

## Géographie

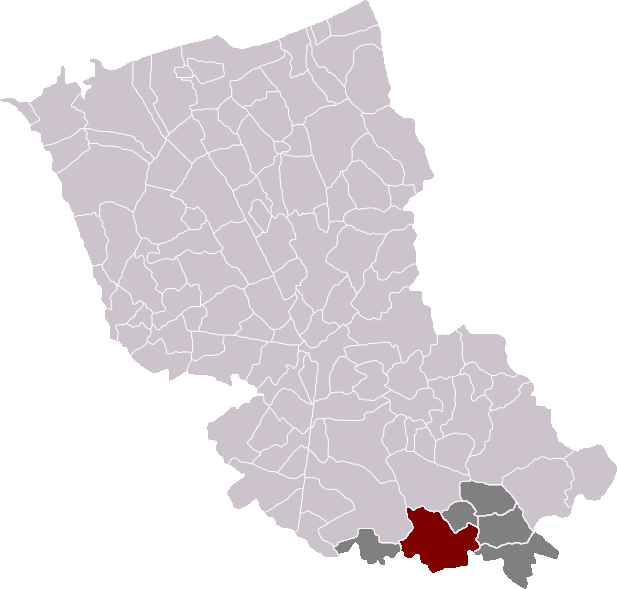
Merville dans son ANCIEN canton et son arrondissement. Merville fait désormais partie du canton d'Hazebrouck.

### Situation
Située au sud de l'arrondissement de Dunkerque (Plaine de la Lys) entre Lille (38 km), Hazebrouck (13 km) et Béthune (16 km). Merville est située au confluent de la Lys et de la Bourre.

### Communes limitrophes
| La Motte-aux-Bois puis Hazebrouck | Vieux-Berquin      | Neuf-Berquin |
| Haverskerque                      | Merville           | Estaires     |
|                                   | Calonne-sur-la-Lys | Lestrem      |

Une partie du hameau de Caudescure se trouve à Merville quant l'autre est située à Vieux-Berquin

### Hydrographie

#### Réseau hydrographique
La commune est située dans le bassin Artois-Picardie. Elle est drainée par la Lys, la Plate Becque, la Turbeauté 1, la Vieille Lys Aval, le canal d'Hazebrouck, le Courant du Pont du Beurre - Courant de l'Hautdyck, divers bras de décharge de la Bourre du confluent du canal de la Bourre à la Vanne, divers bras de décharge Rg Ecl 4 Merville de la Vanne, divers bras de décharge vers la Vieille Lys, la rivière  la Vieille Lys, le Courant de la Redoute, le Courant Delbecque, le Courant du pont liévois, le fossé de la Forêt, le ruisseau le berquigneul et divers autres petits cours d'eau,.
La Lys, d'une longueur de 134 km en France, prend sa source dans la commune de Lisbourg, à l'altitude de 114,7 mètres, et se jette dans l'Escaut à Gand à 4,45 mètres d'altitude. 

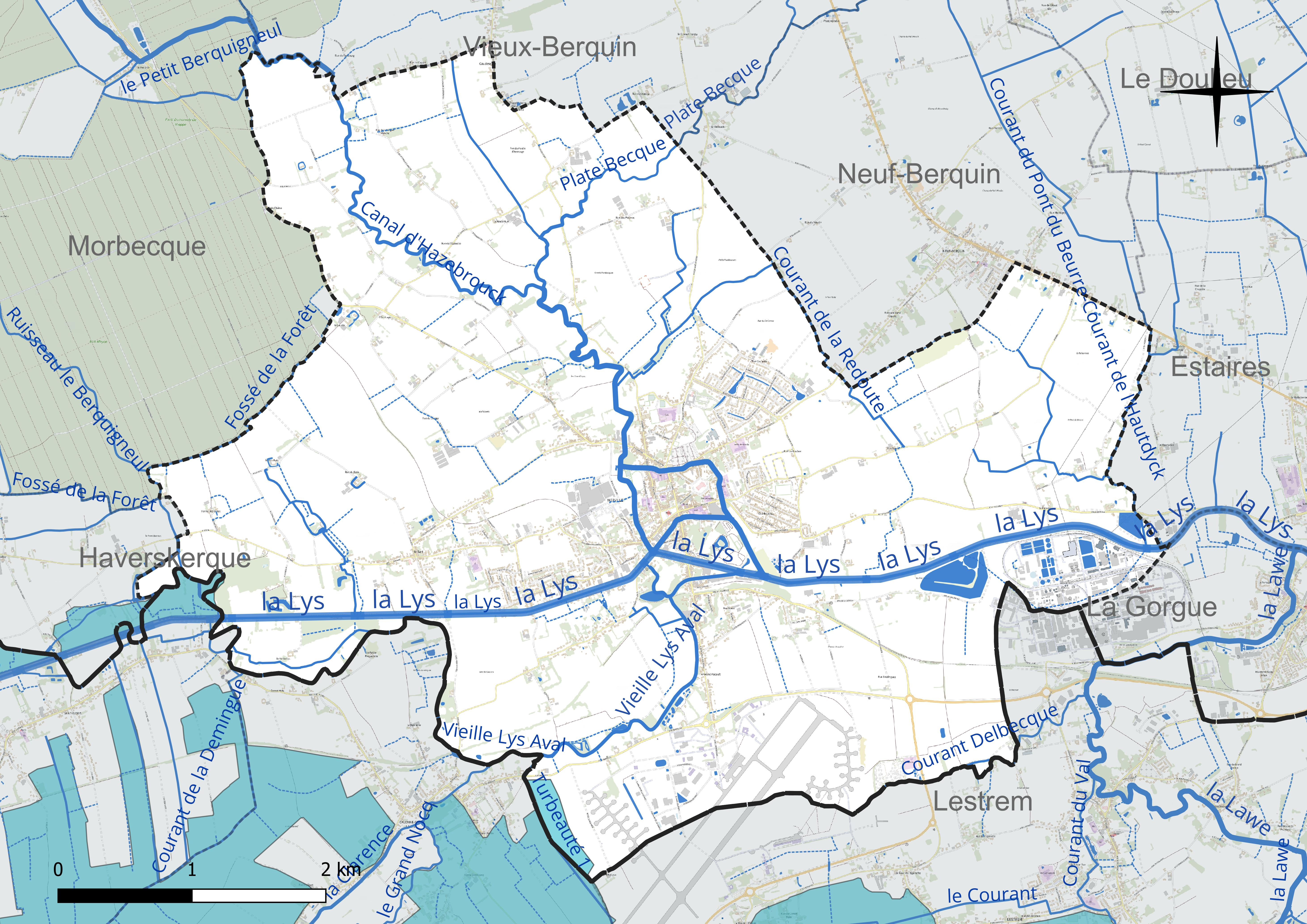
Réseau hydrographique de Merville.

La Plate Becque, d'une longueur de 16 km, prend sa source dans la commune de Pradelles et se jette  dans le canal d'Hazebrouck sur la commune, après avoir traversé six communes. 
La Vieille Lys Aval, d'une longueur de 11,4 km, prend sa source dans la commune de Haverskerque et se jette  dans la Lys sur la commune, après avoir traversé quatre communes. 
Le canal d'Hazebrouck, d'une longueur de 15 km, prend sa source dans la commune de Hazebrouck et se jette  dans la Lys sur la commune, après avoir traversé quatre communes. 

#### Gestion et qualité des eaux
Le territoire communal est couvert par le schéma d'aménagement et de gestion des eaux (SAGE) « Lys ». Ce document de planification concerne un territoire de 1 835 km2 de superficie, délimité par le bassin versant de la Lys. Le périmètre a été arrêté le 29 mai 1995 et le SAGE proprement dit a été approuvé le 6 août 2010, puis révisé le 20 septembre 2019. La structure porteuse de l'élaboration et de la mise en œuvre est le syndicat mixte pour l'élaboration du SAGE de la Lys (SYMSAGEL). 
La qualité des cours d'eau peut être consultée sur un site dédié géré par les agences de l'eau et l'Agence française pour la biodiversité. 

### Climat
Pour des articles plus généraux, voir Climat des Hauts-de-France et Climat du Nord.
En 2010, le climat de la commune est de type climat océanique dégradé des plaines du Centre et du Nord, selon une étude du CNRS s'appuyant sur une série de données couvrant la période 1971-2000. En 2020, Météo-France publie une typologie des climats de la France métropolitaine dans laquelle la commune est exposée à un climat océanique et est dans la région climatique  Côtes de la Manche orientale, caractérisée par un faible ensoleillement (1 550 h/an) ; forte humidité de l'air (plus de 20 h/jour avec humidité relative > 80 % en hiver), vents forts fréquents. 
Pour la période 1971-2000, la température annuelle moyenne est de 10,7 °C, avec une amplitude thermique annuelle de 13,9 °C. Le cumul annuel moyen de précipitations est de 679 mm, avec 11,6 jours de précipitations en janvier et 8,4 jours en juillet. Pour la période 1991-2020, la température moyenne annuelle observée sur la station météorologique la plus proche, située sur la commune de Lillers à 14 km à vol d'oiseau, est de 11,1 °C et le cumul annuel moyen de précipitations est de 731,5 mm,. Pour l'avenir, les paramètres climatiques de la commune estimés pour 2050 selon différents scénarios d'émission de gaz à effet de serre sont consultables sur un site dédié publié par Météo-France en novembre 2022.

## Toponymie
Meregem en flamand ce qui signifie : « hameau du marais ». Autrefois dénommée terre de Broyle (terrain marécageux) puis Maurante villa, du nom de Saint Maurand (Maurand de Douai). En latin, Merville se dit Maroutvilla traduit par Maurontville.

## Histoire
Fin du VIIe siècle, Mauront, duc de Douai, fonde un monastère en un lieu appelé Bruël, près de la Lys. Il cède la direction à Aimé de Sion dit Saint-Amé, évêque exilé sur l'ordre du roi Thierry III. Aimé de Sion y meurt en 690. Saint-Maurand meurt en 701 ou 702 à l'abbaye de Marchiennes, fondée par sa mère Rictrude de Marchiennes (Sainte-Rictrude). Les deux sont considérés comme les fondateurs de Merville.
Lors des invasions normandes, vers 870, les moines de Bruël se sont réfugiés à Soissons en emportant le corps de Saint-Amé, puis ils s'installent à Douai. Ils reçurent l'autorisation de s'y fixer et n'en bougèrent plus.
La population se développe autour du monastère, et ainsi naît une agglomération  attestée en latin médiéval sous la forme Maurontivilla - Broislum en 697, puis Menrivilla en 1076, dans un diplôme de Philippe Ier, roi de France, qui consacre les droits et les biens de la cité à la Collégiale Saint-Amé de Douai.
En 1431, Meerghem (hameau du marais en flamand) reçoit le privilège de fabriquer des draps par Philippe le Bon. Ce même duc signe en 1451 la fameuse Ghisle de Menreville, qui constitue la véritable charte de Merville. La cité est rattachée à la France en 1678 par le traité de Nimègue.
En 1713, le roi Louis XIV a établi à Merville une maîtrise des eaux et forêts.
À Merville, comme dans toute la Flandre française, la religion catholique a joué un rôle de premier plan. La paroisse était incluse dans le diocèse de Thérouanne, puis à la disparition de celui-ci dans le diocèse de Saint-Omer.
Au moment de la Révolution française, les mesures prises par le nouveau pouvoir pour contrôler la religion, comme la constitution civile du clergé, vont rencontrer une opposition larvée de la population. À Merville, la situation va plus loin que dans d'autres villages : dans la nuit du 20 au 21 janvier 1793, l'arbre de la liberté planté sur la place est abattu. On attribue ce geste à la propagande contre-révolutionnaire propagée par le clergé réfractaire. Cependant, le prêtre constitutionnel (ayant prêté le serment de fidélité à la constitution civile du clergé), Jacquez se révèle être un farouche patriote. De même que quelques autres prêtres (Vandenheede curé de Rexpoëde, Verwisch curé d'Hazebrouck, décapité à Paris) , il fait partie des révolutionnaires les plus extrémistes, au point qu'un révolutionnaire laïque comme Florent-Guiot, représentant de la Convention dans le département du Nord, les soupçonne de vouloir en réalité un soulèvement de la population contre la Révolution.
Un document de prairial an V (mai-juin 1797), constate « l'opinion religieuse est ici le régulateur de l'opinion politique ».
Après la Révolution française, sous le premier Empire, se tient chaque année à Merville une foire de seconde classe, héritée de l'époque antérieure à la Révolution, pour marchandises et bestiaux; en 1802-1803, elle a eu lieu les 1 et 2 vendémiaire (23 et 24 septembre 1802). S'ajoute à cela un franc marché (marché où les ventes sont dispensées de taxes) aux bestiaux chaque mois. Enfin se tient chaque décade (période de dix jours du calendrier républicain) un marché pour grains, petits animaux et légumes.
En 1802, Merville est encore une place fortifiée. À cette époque, la ville est reliée à Lille par deux messagers le mercredi et le vendredi avec retour le lendemain; un autre messager va à Hazebrouck le lundi et le vendredi, et un à Bailleul le mardi et le samedi. Par voie d'eau, deux voitures d'eau publiques gagnent chaque jour Armentières, une autre s'en va vers Aire-sur-la-Lys le mardi et les vendredi avec retour le lendemain.
En 1808, on trouve à Merville un dépôt de sûreté, où on enferme les petits délinquants avant leur transfert en maison d'arrêt à Dunkerque ou à Hazebrouck.
De 879 à 1940, la ville a connu 6 destructions totales et 5 partielles. Au cours de la Première Guerre mondiale, Merville est totalement rasée : l'architecture néo-flamande de la ville est caractéristique de la période de reconstruction dans les années 1920. La commune reçoit au titre de ces destructions la Croix de guerre 1914-1918.
À partir de 1906, jusqu'à 1928 pour les voyageurs et 1944 ou 1962 pour tout type de trafic, une ligne de chemin de fer d'intérêt local relie Hazebrouck à Merville via La motte-au-Bois, avec des arrêts dans des hameaux dépendant des villages traversés, comme Préavin, Caudescure.
Au début de la Seconde Guerre mondiale, l'aérodrome est utilisé par les Anglais (Hawker Hurricanes...), puis pris par les Allemands (Messerschmitt Bf 110...) ; ces derniers transforment alors le triangle d'herbe en une structure bétonnée, environnée de blockhaus et de tarmacs disposés en « marguerite », l'aérodrome se situant en effet près de la côte et donc de celle de l'Angleterre (les hangars situés vers l'aéro-club datent a priori de cette époque). Lors de la libération de la ville, les infrastructures sont alors utilisées par les Américains pour réparer et entretenir leurs avions, en particulier les bombardiers lourds (Boeing B-17 Flying Fortress, ...).
Le 12 juin 1944, un raid de bombardiers de l'USAAF fait de nombreux morts sur l'axe des actuelles « Rue du Général de Gaulle - Rue du docteur Rousseau », le mémorial de 1914-1918 situé aux « deux-ponts » fut endommagé à cette occasion. L'attaque serait due à une erreur d'identification de cible ; en effet à cette époque, le débarquement venait de commencer et les aviateurs ont semble-t-il cru à des renforts ou des fuyards allemands lorsqu'il aperçurent nombre d'habitants dans ces rues. Ils provoquèrent la mort de 70 personnes et en blessèrent 59 autres, uniquement des civils.

## Héraldique
|  | Les armes de Merville se blasonnent ainsi : « Coupé d'or sur azur, à trois fleurs de lys de l'un en l'autre. » |

## Urbanisme

### Typologie
Au 1er janvier 2024, Merville est catégorisée petite ville, selon la nouvelle grille communale de densité à sept niveaux définie par l'Insee en 2022.
Elle appartient à l'unité urbaine de Béthune, une agglomération inter-départementale regroupant 94  communes, dont elle est une commune de la banlieue,,. Par ailleurs la commune fait partie de l'aire d'attraction de Merville, dont elle est la commune-centre,. Cette aire, qui regroupe 1 communes, est catégorisée dans les aires de moins de 50 000 habitants,.

### Occupation des sols
L'occupation des sols de la commune, telle qu'elle ressort de la base de données européenne d'occupation biophysique des sols Corine Land Cover (CLC), est marquée par l'importance des territoires agricoles (79,3 % en 2018), en diminution par rapport à 1990 (88,1 %). La répartition détaillée en 2018 est la suivante : 
terres arables (68,9 %), zones urbanisées (12,4 %), zones industrielles ou commerciales et réseaux de communication (8 %), zones agricoles hétérogènes (6,1 %), prairies (4,3 %), forêts (0,2 %). L'évolution de l'occupation des sols de la commune et de ses infrastructures peut être observée sur les différentes représentations cartographiques du territoire : la carte de Cassini (XVIIIe siècle), la carte d'état-major (1820-1866) et les cartes ou photos aériennes de l'IGN pour la période actuelle (1950 à aujourd'hui).

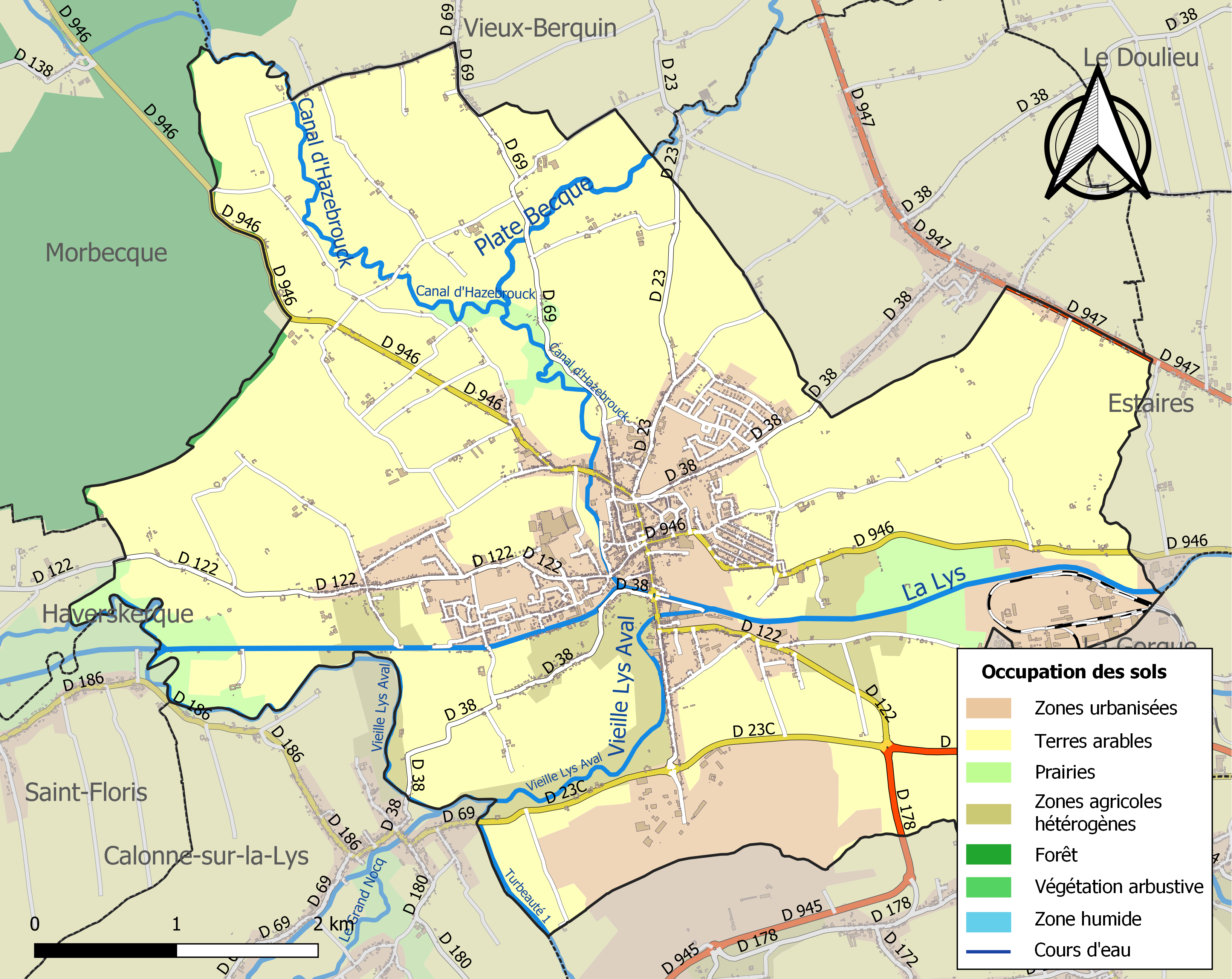
Carte des infrastructures et de l'occupation des sols de la commune en 2018 (CLC).

## Toponymie
- Merville:  Merkem/Mergem et Meerghem en flamand.
- Caudescure: Koudeschure en flamand. Ce qui signifie "grange froide". L'orthographe a  donc été francisée.

## Population et société

### Démographie

#### Évolution démographique
L'évolution du nombre d'habitants est connue à travers les recensements de la population effectués dans la commune depuis 1793. Pour les communes de moins de 10 000 habitants, une enquête de recensement portant sur toute la population est réalisée tous les cinq ans, les populations de référence des années intermédiaires étant quant à elles estimées par interpolation ou extrapolation. Pour la commune, le premier recensement exhaustif entrant dans le cadre du nouveau dispositif a été réalisé en 2008.

En 2022, la commune comptait 9 729 habitants, en évolution de −1,15 % par rapport à 2016 (Nord : +0,51 %, France hors Mayotte : +2,11 %).
| 1793  | 1800  | 1806  | 1821  | 1831  | 1836  | 1841  | 1846  | 1851  |
| ----- | ----- | ----- | ----- | ----- | ----- | ----- | ----- | ----- |
| 5 580 | 5 301 | 5 520 | 5 909 | 5 864 | 6 258 | 6 282 | 6 079 | 5 954 |

| 1856  | 1861  | 1866  | 1872  | 1876  | 1881  | 1886  | 1891  | 1896  |
| ----- | ----- | ----- | ----- | ----- | ----- | ----- | ----- | ----- |
| 6 236 | 6 521 | 6 753 | 6 844 | 6 912 | 7 028 | 7 255 | 7 573 | 7 720 |

| 1901  | 1906  | 1911  | 1921  | 1926  | 1931  | 1936  | 1946  | 1954  |
| ----- | ----- | ----- | ----- | ----- | ----- | ----- | ----- | ----- |
| 7 676 | 7 621 | 7 561 | 5 319 | 6 675 | 6 751 | 7 089 | 7 376 | 7 890 |

| 1962  | 1968  | 1975  | 1982  | 1990  | 1999  | 2006  | 2008  | 2013  |
| ----- | ----- | ----- | ----- | ----- | ----- | ----- | ----- | ----- |
| 8 289 | 8 601 | 8 658 | 9 050 | 9 026 | 8 903 | 8 765 | 8 720 | 9 713 |

| 2018  | 2022  | - | - | - | - | - | - | - |
| ----- | ----- | - | - | - | - | - | - | - |
| 9 598 | 9 729 | - | - | - | - | - | - | - |

#### Pyramide des âges
La population de la commune est relativement jeune.
En 2018, le taux de personnes d'un âge inférieur à 30 ans s'élève à 39,8 %, soit au-dessus de la moyenne départementale (39,5 %). À l'inverse, le taux de personnes d'âge supérieur à 60 ans est de 22,8 % la même année, alors qu'il est de 22,5 % au niveau départemental.
En 2018, la commune comptait 4 731 hommes pour 4 867 femmes, soit un taux de 50,71 % de femmes, légèrement inférieur au taux départemental (51,77 %).
Les pyramides des âges de la commune et du département s'établissent comme suit.
| Hommes | Classe d’âge | Femmes |
| ------ | ------------ | ------ |
| 0,5    | 90 ou +      | 1,2    |
| 4,7    | 75-89 ans    | 8,2    |
| 14,8   | 60-74 ans    | 16,2   |
| 18,7   | 45-59 ans    | 17,6   |
| 19,5   | 30-44 ans    | 19,1   |
| 18,3   | 15-29 ans    | 16,5   |
| 23,5   | 0-14 ans     | 21,2   |

| Hommes | Classe d’âge | Femmes |
| ------ | ------------ | ------ |
| 0,5    | 90 ou +      | 1,4    |
| 5,3    | 75-89 ans    | 8,1    |
| 14,8   | 60-74 ans    | 16,2   |
| 19,1   | 45-59 ans    | 18,4   |
| 19,5   | 30-44 ans    | 18,7   |
| 20,7   | 15-29 ans    | 19,1   |
| 20,2   | 0-14 ans     | 18     |

## Économie
Agro-alimentaire
- Merville est au centre de l'aire de culture de la « pomme de terre de Merville ».

Métallurgie
- L'ancienne fonderie Franco-Belge, devenue Staub fonderie, spécialiste en ustensiles de cuisine de haut de gamme.

Aéronautique
- Aéroport de Merville - Calonne géré par la Chambre de commerce et d'industrie du Grand Lille.
- Institut aéronautique et école de pilotage Amaury de la Grange[56]
- Aéroclub de La Lys et de l'Artois

## Traditions

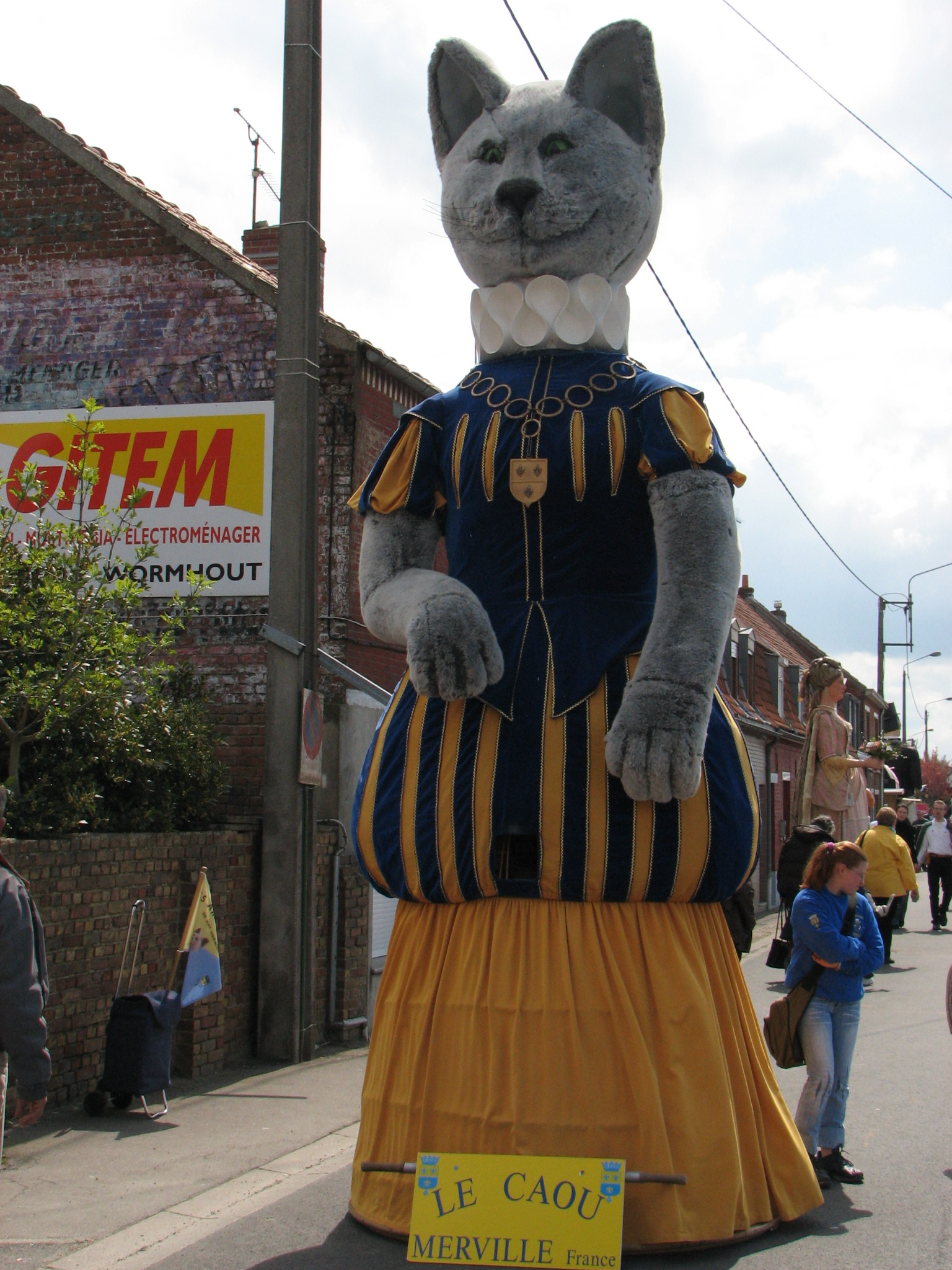
Le Caou.

- Fêtes communales. À Pâques et à l'occasion de la Fête nationale.
- Cortège Carnavalesque du Lundi de Pâques. Y défilent les sociétés locales et étrangères, ainsi que les géants mervillois « le Caou » et « Saint-Antoine », le char de clôture représentant la tentation de Saint-Antoine.
- Fête de la Lys. Initiée par Lys sans Frontières. Les Prés de la ville sont le principal théâtre des nombreuses manifestations : marché du terroir, guinguette au bord de l'eau, promenades en bateau…
- Fête de la Musique. Depuis le 21 juin 2008, des artistes comme le JAM, Miguel, Isme, Heart Of Ice, etc.
- Joutes nautiques. Les Fêtes du 14 juillet et du 15 août sont les deux rendez-vous annuels des jouteurs.
- Foire agricole, avicole, industrielle, commerciale et artisanale.
- Parade de St Nicolas. Par l'association des Amis de Saint-Nicolas.
- L'harmonie fait partie des traditions vivantes de la commune. En 2019, elle existe depuis 230 ans sans interruption et a survécu aux deux guerres mondiales, ce qui en fait une des plus anciennes de France. Des familles entières en font partie depuis des générations, elle compte en 2019 72 musiciens, trois membres honoraires et un porte-drapeau[57].

## Lieux et monuments

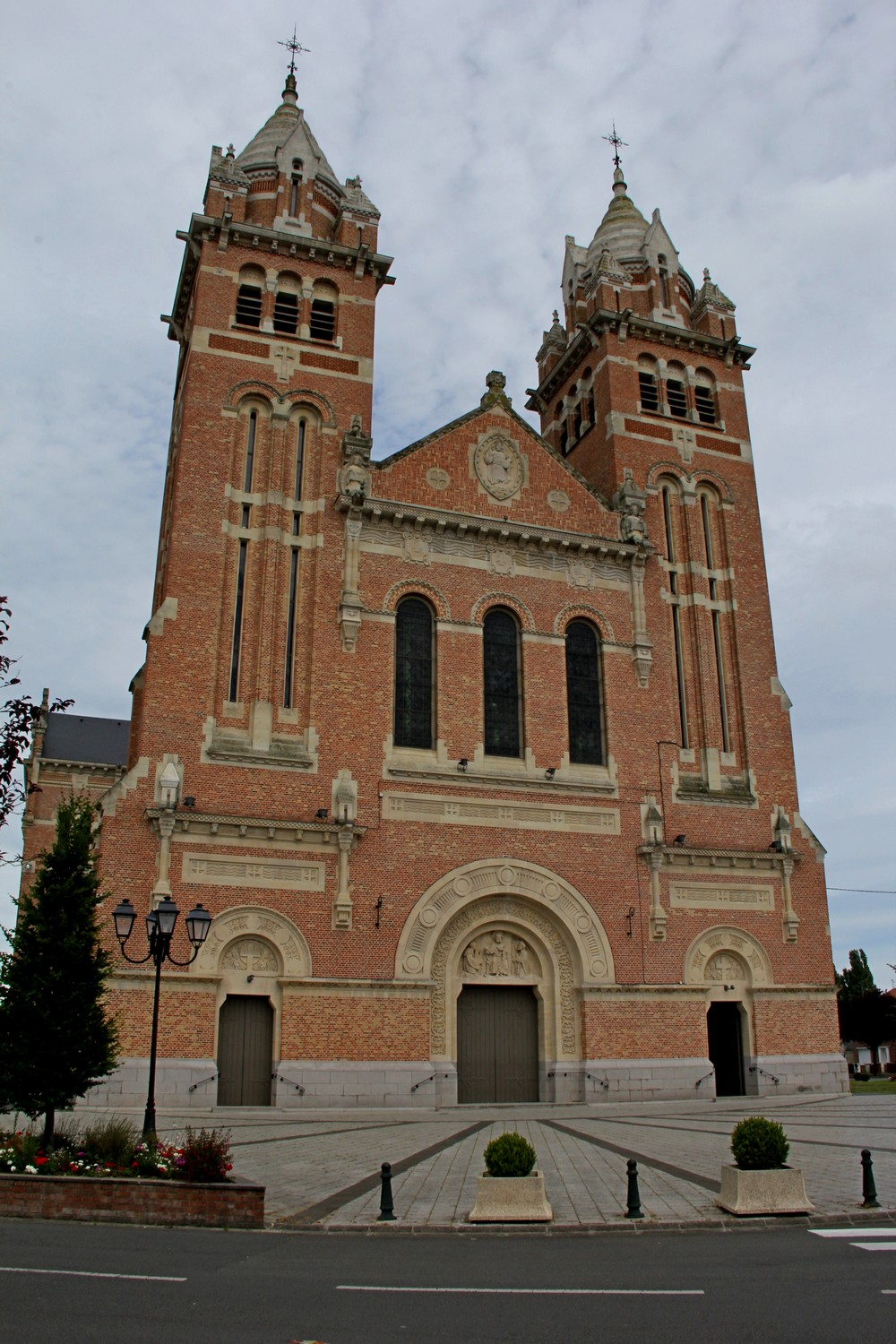
Eglise Saint-Pierre

La ville ayant été complètement détruite lors de la Première Guerre mondiale, elle ne comporte pas de bâtiments anciens.
- Hôtel de Ville. Inauguré le 7 avril 1929, l'hôtel de ville est construit dans le style de la Renaissance Flamande. Louis Marie Cordonnier en est l'architecte. Escaliers centraux imposants, salons d'honneurs et salle du conseil municipal  au parquet lustré et vitraux aux couleurs des villes avoisinantes, plaques commémoratives...
- Église Saint-Pierre. Après la Première Guerre mondiale, l'église de Merville est complètement détruite. La construction du nouvel édifice est confiée à Louis Cordonnier. La première pierre est posée le 13 avril 1924. Deux hautes tours carrées, surmontées d'une calotte byzantine, sur la place Bruël. L'église abrite : la piéta, copie de la Piéta du Bernin conservée dans l'église Saint-Jean de Latran à Rome ; le chemin de croix, peint en 1892-1893 par Pierre de Conincq ; la cuve des fonts baptismaux en pierre blanche; les orgues construites en 1928 par François Didier, facteur d'orgues à  Epinal, récemment rénovées et bénies par Gérard Defois.
- Le kiosque. Sur la place Jean-Baptiste Lebas, le kiosque à musique a été construit par les architectes Legrand, Bedu et Gruson. Il abrite généralement les concerts d'été de l'Harmonie municipale. En 2002, la municipalité a confié aux services techniques et à un chantier école, la réfection complète du kiosque.
- Maison de retraite Léon-Duhamel 1923. La maison de retraite mervilloise a été créée en 1894. Détruite lors de la Première Guerre mondiale, elle voit ses bâtiments actuels être construit en 1923 par l'architecte L'Hermite.
- Orphelinat Saint-Victor 1920-25. À l'initiative de Victorine Deroide, fin XVIIIe siècle, est construite la maison Saint-Victor, entourée d'un parc, avec pelouse et massifs arborés. Confié à la congrégation des Sœurs de l'Enfant Jésus, l'établissement accueille depuis la Première Guerre mondiale des enfants de 3 à 18 ans.
- Couvent Saint-François d'Assise. Ce bâtiment accueillait jusqu'en 2002 la congrégation des Petites Sœurs de Saint-François d'Assise (infirmières).
- Château Arnould. Bâtiment communal, le château Arnould abrite bon nombre de services (Anpe, mission locale, salles des associations) mais également le musée des Amis du Vieux Merville.
- Maison diocésaine d'accueil : bâtiment appartenant au diocèse. Reconstruit de 1924 à 1926 par Louis Cordonnier, c'est  un séminaire jusqu'en 1970 et depuis transformé en lieu de réunions, de retraites spirituelles. Elle possède un orgue Cavaillé-Call de 1892 installé dans la chapelle par le facteur d'orgues Gonzales en 1953.

## Personnalités liées à la commune
- Charles Barizel (1788-1850), bassoniste, professeur au Conservatoire de Paris, né et mort à Merville.
- Robert Bart (1930-2003), athlète international, spécialiste du 400 mètres haies et finaliste olympique en 1952 du relais 4X400 mètres plat.
- Arlette Chaumorcel[58] née le 20 mai 1935 à Châteaubourg (Ille-et-Vilaine) est une poétesse et romancière qui réside à Merville (Nord).

## Merville: Ville Internet
Depuis 1999, le label des Villes Internet, illustré par l'octroi d'une à cinq @, offre à la collectivité locale la possibilité de montrer son implication et sa volonté dans la promotion et la mise en œuvre d'un Internet local citoyen à la disposition de tous pour l'intérêt général. Il est attribué par un jury d'experts engagé pour l'Internet citoyen.
- 2002 : Ville Internet 1@
- 2003 : Ville Internet 1@
- 2004 : Ville Internet 3@
- 2005 : Ville Internet 4@
- 2006 : Ville Internet 4@ Mention libre
- 2007 : Ville Internet 4@
- 2011 : Ville Internet 3@[59].

## Pour approfondir